# Деветнадесетоъгълник
Деветнадесетоъгълникът (също и енеадекагон или нонадекагон) е многоъгълник с деветнадесет страни и ъгли. Сборът на всички вътрешни ъгли е 3060° (17π). Има 152 диагонала.

## Правилен деветнадесетоъгълник
При правилния деветнадесетоъгълник всички страни и ъгли са равни. Вътрешният ъгъл е 161 1⁄19° или приблизително 161,05263°, а външният и централният – 18 18⁄19° или приблизително 18,94737°.

### Лице
Лицето S на правилен деветнадесетоъгълник може да бъде намерено по три начина:
- По страната a:

{\displaystyle S={\frac {19a^{2}}{4}}\cot({\tfrac {\pi }{19}})\approx 28,46519\,a^{2}}
- По радиуса R на описаната окръжност:

{\displaystyle S={\frac {19R^{2}}{2}}\sin({\tfrac {2\pi }{19}})\approx 3,084645\,R^{2}}
- По радиуса r на вписаната окръжност (т.е. апотемата):

{\displaystyle S=19r^{2}\cdot \tan({\tfrac {\pi }{19}})\approx 3,170539\,r^{2}}

### Построение
Тъй като 19 не е просто число на Ферма, правилен деветнадесетоъгълник не може да бъде построен с линийка и пергел. Примерно приблизително построение на правилен деветнадесетоъгълник: